# دونالد ماكنيل جونيور
دونالد ماكنيل جونيور (بالإنجليزية: Donald McNeil, Jr.)‏ هو صحفي أمريكي، ولد في 1 فبراير 1954 في سان فرانسيسكو في الولايات المتحدة.

## وصلات خارجية
- دونالد ماكنيل جونيور على موقع IMDb (الإنجليزية)
- دونالد ماكنيل جونيور على موقع قاعدة بيانات الفيلم (الإنجليزية)